# Euromaidan
Euromaidan of Euromajdan (Oekraïens: Євромайдан Jevromaidan, letterlijk "Europlein", verwijzend naar het centrale Onafhankelijkheidsplein in Kiev), is de naam die gegeven is aan de golf van grootschalige protesten in Oekraïne die op 21 november 2013 ontstonden als reactie op het plotselinge besluit van president Viktor Janoekovytsj om de politieke associatie- en vrijhandelsovereenkomst met de Europese Unie (EU) niet te ondertekenen, terwijl in februari van dat jaar de Verchovna Rada (het Oekraïense parlement) met een overweldigende meerderheid had ingestemd met de EU-deal. In plaats daarvan neigde Janoekovytsj naar nauwere banden met Rusland, dat Oekraïne onder druk zette om de EU-deal te weigeren, en lid te worden van de Euraziatische Economische Unie (EEU). De pro-westerse protesten duurden maanden en hun reikwijdte werd steeds groter, met oproepen tot het aftreden van Janoekovytsj en de regering van Mykola Azarov. De betogers protesteerden ook tegen de wijdverbreide corruptie en het machtsmisbruik door de overheid, de invloed van oligarchen, het politiegeweld en de schending van de mensenrechten in Oekraïne.
De door het parlement ingevoerde repressieve anti-protestwetten wakkerden nog meer woede aan. De aanvankelijk vreedzame demonstraties werden steeds gewelddadiger en op 22 januari 2014 vielen er vier doden bij hevige confrontaties tussen betogers en de politie in de Hroesjevsky-straat. Demonstranten bezetten overheidsgebouwen in het hele land. Een groot, gebarricadeerd protestkamp bezette het Majdan Nezalezjnosti (Onafhankelijkheidsplein) in het centrum van Kiev. Er werd een amnestie-overeenkomst gesloten met demonstranten waarin hen strafrechtelijke vervolging zou worden bespaard in ruil voor het verlaten van bezette gebouwen. De demonstranten ontruimden alle bezette gebouwen van de Regionale Staatsadministratie en activisten in Kiev verlieten de Hroesjevsky-straat; Ook het stadhuis van Kiev werd op 16 februari weer vrijgegeven onder regeringscontrole.
Aan een periode van relatieve rust tijdens de voortdurende pro-westerse protesten kwam abrupt een einde op 18 februari 2014, toen confrontaties tussen de betogers en de Oekraïense oproerpolitie, de Berkoet, escaleerden in de Revolutie van de Waardigheid (Oekraïens: Революція гідності, Revoljoetsija hidnosti). Er vielen minstens 116 doden,  onder wie 13 politieagenten en meer dan 1.100 gewonden. De Euromaidan-protesten en de daaropvolgende revolutie leidden uiteindelijk tot het afzetten van president Janoekovytsj, het ontslag van premier Azarov en de ondertekening van de associatieovereenkomst tussen de Europese Unie en Oekraïne.

## Voorgeschiedenis
Opeenvolgende Oekraïense regeringen in de jaren 2000 zochten een nauwere relatie met de Europese Unie. De regering van president Viktor Janoekovytsj onderhandelde sinds 2012 over een associatieovereenkomst met de Europese Unie. In februari 2013 had de Verchovna Rada (het Oekraïense parlement) met een overweldigende meerderheid ingestemd met de afronding van de overeenkomst met de EU. Een dergelijke alomvattende handelsovereenkomst met de EU zou gevolgen hebben voor de handelsovereenkomsten van Oekraïne met Rusland, dat destijds de grootste handelspartner van Oekraïne was. Janoekovytsj geloofde dat de complicaties konden worden aangepakt, en zei dat hij van plan was de overeenkomst aan te gaan, maar bleef het uitstellen.
Een week voor de Europese top in Vilnius, Litouwen, waar de EU en het Oostelijk Partnerschap op 28 en 29 november 2013 de zogeheten 'associatieverdagen' zouden tekenen, zwichtte de Oekraïense president Janoekovytsj voor de druk uit Moskou: De Russische president Vladimir Poetin dreigde met zware economische sancties. Janoekovytsj weigerde de associatieovereenkomst met de EU te ondertekenen en neigde naar nauwere banden met Rusland en de Euraziatische Economische Unie. Premier Mykola Azarov had €20 miljard euro ($27 miljard) aan leningen en hulp gevraagd. De EU was bereid €610 miljoen te bieden ($838 miljoen), maar Rusland was bereid $15 miljard te bieden, én goedkopere gasprijzen. Bovendien eiste de EU ingrijpende wijzigingen in de voorschriften en wetten van Oekraïne, waar Rusland geen regelgevende of juridische aanpassingen van een dergelijke aard of omvang had voorgeschreven. Rusland oefende tevens economische druk uit op Oekraïne en lanceerde een propagandacampagne tegen de EU-deal.

## De Euromaidan-protesten

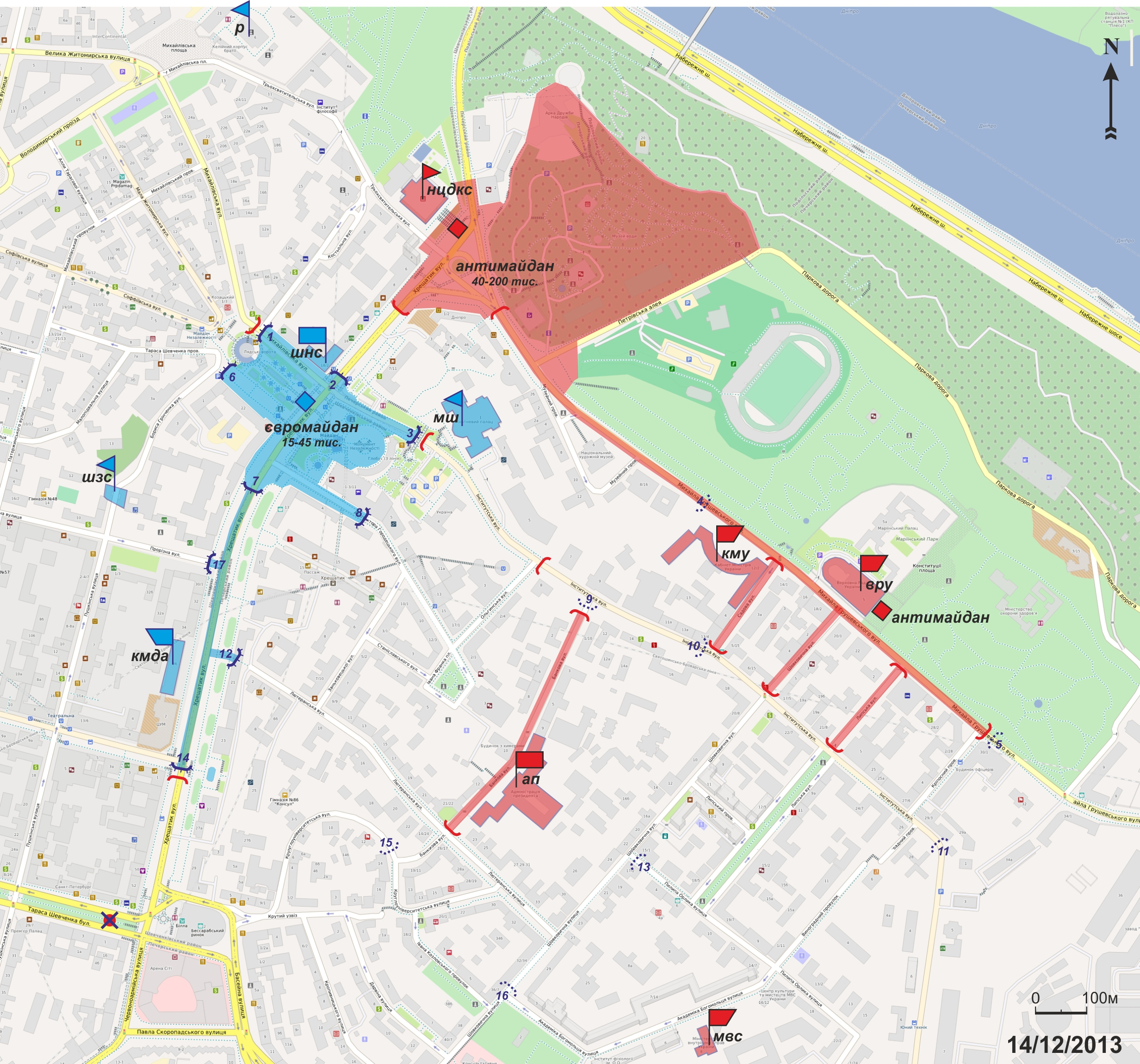
Overzicht van het Euromaidan (in lichtblauw) en omgeving in de binnenstad van Kiev (14 december 2013).

Naar aanleiding van Janoekovytsj' besluit om de associatieovereenkomst tussen de Europese Unie en Oekraïne niet te ondertekenen begonnen in de nacht van 21 november 2013 grootschalige pro-westers protesten op het Onafhankelijkheidsplein van Kiev. De Euromaidan-betogers eisten meer Europese integratie, vervroegde verkiezingen en het aftreden van president Janoekovytsj die in het westen van Oekraïne alom werd gehaat. De Partij van de Regio's, de regerende partij onder leiding van Janoekovytsj, stond vooral sterk in het oosten en zuiden van het land (waar zijn moedertaal Russisch veel meer werd gesproken) en wilde eerder samenwerking met Rusland dan met de Europese Unie. Volgens een opiniepeiling in juni 2013 van Deutsche Welle was 52% van Oost-Oekraïne voorstander van EU-lidmaatschap van Oekraïne. Volgens opiniepeilingen waren, ongeacht de regio waar ze vandaan kwamen, Oekraïense jongeren een groot voorstander van EU-lidmaatschap. Er was hoe dan ook een grotere steun voor de pro-Europese protesten in westelijk Oekraïne dan in oostelijk Oekraïne.

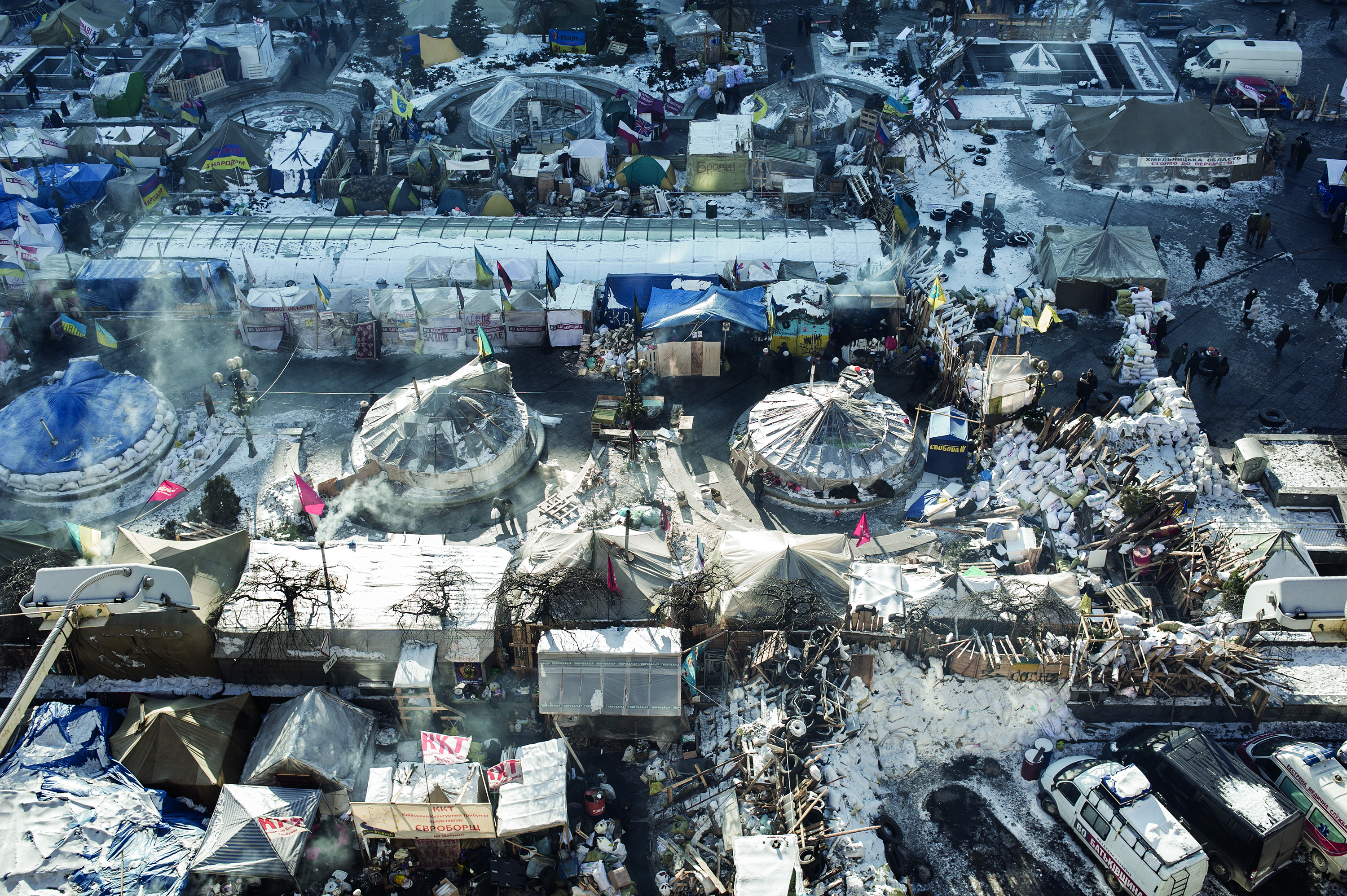
Overzicht van de bezetting van centraal Kiev door demonstranten begin februari 2014

In januari 2014 sloeg de toon van de protesten om van pro-EU naar anti-regering. De eerder vreedzame demonstraties werden gewelddadig nadat het parlement, gedomineerd door aanhangers van Janoekovytsj, wetten had aangenomen die bedoeld waren om de protesten te onderdrukken en waarbij het recht op vrije meningsuiting en het recht op vrije vergadering werd ingeperkt. Op 22 januari 2014 vielen er vier doden bij hevige confrontaties tussen betogers en de politie in de Hroesjevsky-straat. Demonstranten bezetten overheidsgebouwen in het hele land. Een groot, gebarricadeerd protestkamp bezette het Majdan Nezalezjnosti (Onafhankelijkheidsplein) in het centrum van Kiev. Vanaf 23 januari 2014 werden regioparlementen in West-Oekraïne bezet door Euromaidan-activisten. In de oblasten Ivano-Frankivsk en Ternopil werd de Partij van de Regio's verboden.

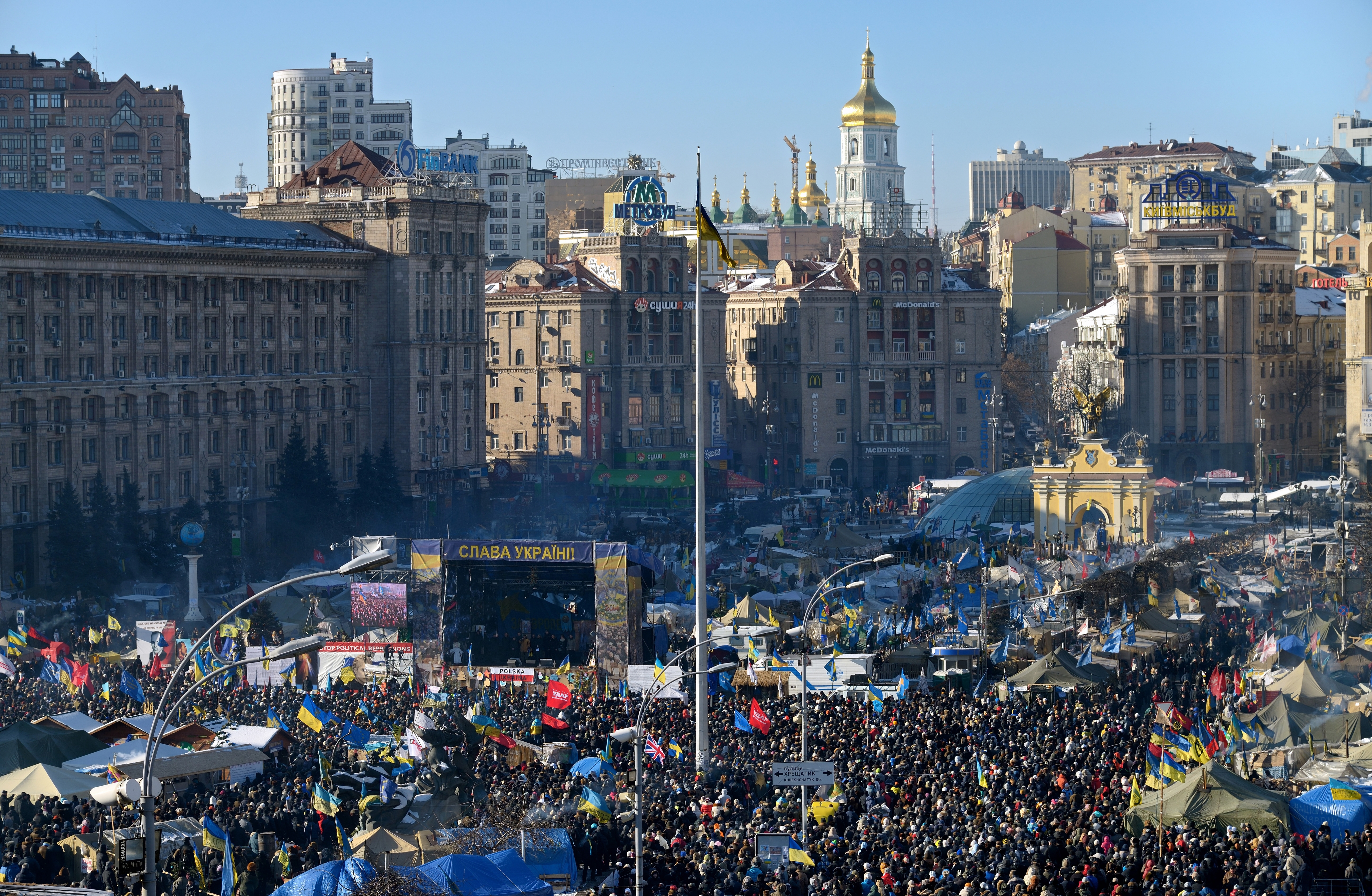
Massabijeenkomst op het Onafhankelijkheidsplein in Kiev begin februari 2014

Op 14 februari zei Janoekovytsj: "Ik wil zeggen dat ik ben opgehitst, en ik word ertoe aangezet om verschillende methoden en manieren te gebruiken om de situatie op te lossen, maar ik wil zeggen dat ik niet in oorlog wil zijn. Ik wil niet dat beslissingen op zo'n radicale manier worden genomen." Hij riep alle politici op zich te onthouden van radicalisme en te begrijpen dat "er een grens is die niet overschreden mag worden, en deze grens is de wet".
Er begonnen ook pro-Russische protesten te ontstaan in het oosten van Oekraïne. Ondanks de zeer lage temperaturen en het gewelddadige optreden van de politie gingen de protesten door. De Europese Unie en de Verenigde Staten drongen er bij Janoekovytsj op aan om te onderhandelen over een vreedzaam einde van het conflict en zeiden dat ze sancties zouden opleggen aan regeringsfunctionarissen als ze verantwoordelijk zouden worden bevonden voor geweld.
Medio februari werd een amnestie-overeenkomst gesloten met demonstranten waarin hen strafrechtelijke vervolging zou worden bespaard in ruil voor het verlaten van bezette gebouwen. De demonstranten ontruimden alle bezette gebouwen van de Regionale Staatsadministratie en activisten in Kiev verlieten de Hroesjevskystraat; Ook het stadhuis van Kiev dat sinds 1 december 2013 werd bezet, werd op 16 februari weer vrijgegeven onder regeringscontrole. Alle 234 demonstranten die sinds december waren gearresteerd, werden tussen 14 en 16 februari vrijgelaten.

## Revolutie van de Waardigheid
De protesten op het Majdan Nezalezhnosti (Onafhankelijkheidsplein) in Kiev, waren medio februari 2014 nog steeds gaande. Aan een periode van relatieve rust tijdens de anti-regeringsdemonstraties in Kiev kwam abrupt een einde op 18 februari 2014, toen demonstranten en de Oekraïense oproerpolitie, de Berkoet, slaags raakten. In de daaropvolgende dagen werden minstens 116 mensen gedood, onder wie 13 politieagenten en raakten meer dan 1.100 mensen gewond.

#### 18 februari
Op 18 februari 2014 trokken zo'n 20.000 Euromaidan-demonstranten naar de Verchovna Rada (Oekraïense parlement) om de grondwet van Oekraïne te herstellen in de vorm van 2004, die kort nadat Janoekovytsj in 2010 tot president was gekozen door het Grondwettelijk Hof van Oekraïne was ingetrokken. De politie-eenheid Berkoet versperde hun de weg. De confrontatie werd gewelddadig; de BBC, die correspondenten citeerde, meldde dat beide partijen de ander de schuld gaven. De veiligheidstroepen vuurden wapens af met zowel rubberen kogels als later echte munitie (inclusief automatische wapens en sluipschuttersgeweren), terwijl ze ook traangas en flitsgranaten gebruikten in een poging duizenden demonstranten af te weren. De demonstranten vochten met ruwe wapens (zoals grote stenen en knuppels), vuurwapens en geïmproviseerde explosieven (molotovcocktails), en braken in op het hoofdkwartier van de Partij van de Regio's. Politieagenten bestormden het belangrijkste protestkamp op Majdan Nezalezhnosti en veroverden delen van het plein. Het Vakbondsgebouw, dat dienst deed als hoofdkwartier van Euromaidan, werd afgebrand. Er vielen zeker 25 doden en meer dan 400 gewonden. Politieke commentatoren suggereerden dat Oekraïne op de rand van een burgeroorlog stond.

#### 19 februari
Op 19 februari werden er door de autoriteiten politiecontroles ingesteld, beperkingen op het openbaar vervoer en schoolsluitingen ingesteld in Kiev, wat de media de facto de noodtoestand noemden. Een parlementslid bevestigde in een interview dat de noodtoestand in de praktijk een nationale werking had omdat ieder vervoer naar de hoofdstad ermee werd lamgelegd. In Lviv verklaarden leden van het regionale parlement zich op 19 februari onafhankelijk van de centrale regering in Kiev. In Zjytomyr werd het regioparlement bezet door Euromaidan-activisten, de regioraad van Ivano-Frankivsk nam een motie van wantrouwen aan tegen president Janoekovytsj en ook in andere regio's in Oost- en Zuid- maar vooral West-Oekraïne was het onrustig. Eveneens op 19 februari maakte een militaire Antonov An-26 een geheime vlucht van Kiev naar Rusland om een grote partij anti-oproerwapens en munitie op te halen; dit werd pas in 2015 bekend.

#### 20 februari
Op 20 februari kondigde minister van Binnenlandse Zaken, Vitalij Zachartsjenko, aan dat hij een decreet had ondertekend dat toestemming verleende voor het gebruik van echte munitie in plaats van rubberkogels tegen demonstranten. Centraal-Kiev zag het ergste geweld tot nu toe, en het dodental in 48 uur van gewelddadigheden steeg tot minstens 88. Deze confrontaties vonden plaats vlak voordat de drie bezoekende EU-ministers van Buitenlandse Zaken: Radosław Sikorski (Polen), Laurent Fabius (Frankrijk) en Frank-Walter Steinmeier (Duitsland) president Janoekovytsj zouden ontmoeten om tot een akkoord te komen met de Oekraïense oppositie. Vóór de vergadering zei Fabius in een interview met BFM TV: "Ons doel is om de Oekraïense regering verkiezingen te laten organiseren. Er is geen oplossing behalve verkiezingen". De onderhandelingen van 20 februari duurden ruim 4 uur, waarna de ministers ook met de oppositie en daarna opnieuw met de president spraken. De Poolse premier Donald Tusk vertelde de media daarna dat Janoekovytsj bereid zou zijn om vervroegde parlements- en presidentsverkiezingen te houden. Er werd ook gesproken over een overgangsregering en een grondwetswijziging. Verder overleg zou een definitief akkoord moeten opleveren.
Na een telefoongesprek tussen de Russische president, Vladimir Poetin, en Janoekovytsj werd de Russische mensenrechtenombudsman, Vladimir Loekin, als gezant naar Oekraïne gestuurd om te bemiddelen tussen regering en oppositie op verzoek van Janoekovytsj.
De Europese Unie stelde op 20 februari een visumverbod in en bevroor de financiële tegoeden van de verantwoordelijken voor toepassen van geweld in Oekraïne en een verbod op de export van goederen naar Oekraïne die kunnen worden gebruikt voor repressie.
Na drie dagen van gevechten was er in de avond van 20 februari weer relatieve rust in Kiev. Het aantal dodelijke slachtoffers wordt geschat op ruim honderd. Er zijn ook honderden gewonden gevallen. De meer dan honderd dodelijke slachtoffers worden ook wel de "Helden van de Hemelse Honderd" genoemd, waarvoor het Slavische woord sotnja wordt gebruikt dat zowel honderdtal als compagnie betekent. Op 1 juli 2014 werd te hunner nagedachtenis de presidentiële Orde van de Helden van de Hemelse Honderd ingesteld.

#### 21 februari
In de nacht van 20 op 21 februari werden de onderhandelingen hervat tussen de EU-ministers en Janoekovytsj, waarbij na middernacht de oppositieleiders aanschoven en rechtstreeks met de president, de parlementsvoorzitter en enkele parlementariërs onderhandelden. Ondertussen dreigde de Amerikaanse vicepresident, Joe Biden, met sancties als het geweld werd voortgezet, gesteund door een resolutie in het Oekraïense parlement die werd aangenomen door een oppositiemeerderheid.
In de ochtend van 21 februari meldde de website van president Janoekovytsj tot veler verbazing dat er een akkoord was gesloten, hetgeen niet door de oppositie noch door de bemiddelaars bevestigd werd. De Nederlandse minister van Buitenlandse Zaken, Frans Timmermans, reageerde sceptisch: "Het is even afwachten, want er is al zoveel gezegd door autoriteiten, je weet nooit waar je aan toe bent met die lui." In het Oekraïense parlement kwam het tot een opstootje. 's Middags bleken de meeste oppositiegroepen, waaronder de drie parlementaire partijen en enkele demonstrantengroepen, te hebben ingestemd met het akkoord; de meest radicale groepen bleven echter het onverwijld aftreden van de president eisen.

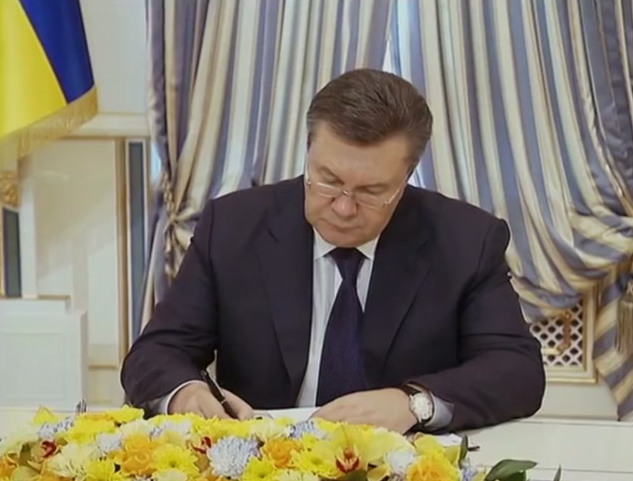
Janoekovytsj tekent het moeizaam bereikte akkoord.

In de namiddag werd de inhoud van het akkoord openbaar gemaakt, met als hoofdpunten een grondwetswijziging die de macht van de president inperkt, een binnen tien dagen te vormen overgangsregering van nationale eenheid en vervroegde presidentsverkiezingen uiterlijk in december 2014. Ook kwam er amnestie voor alle protesteerders. De Russische diplomaat Loekin zei dat het vredesproces vorderde, maar had zijn handtekening voorlopig nog niet onder het akkoord gezet; de EU-ministers prezen beide partijen en de EU en de NAVO verwelkomden het compromis, dat door de Verchovna Rada met 386 stemmen vóór, 0 tegen en 1 onthouding werd aangenomen. Volgens de meeste betogers op het Onafhankelijkheidsplein ging het akkoord echter niet ver genoeg en moest Janoekovytsj meteen opstappen; oppositieleider Vitali Klytsjko werd door hen uitgefloten. De radicalen onder hen stelden Janoekovytsj een ultimatum om vóór zaterdag 22 februari om 10:00 af te treden, anders zou nieuw geweld volgen. De emoties liepen hoog op toen de doodskisten van omgekomen demonstranten over het Maidan werden gedragen. De voorzitter van het Oekraïense parlement, Volodymyr Rybak, kondigde aan dat hij een parlementair decreet had ondertekend waarin het gebruik van geweld werd veroordeeld en drong er bij alle instellingen (het ministerie van Binnenlandse Zaken, het kabinet van ministers, enz.) op aan om alle militaire acties tegen demonstranten onmiddellijk te staken. Tevens schorste het Parlement Zacharsjenko van zijn taken en bepaalde dat oppositieleidster Joelia Tymosjenko uit gevangenschap moest worden vrijgelaten.
In de late namiddag waren honderden agenten van de oproerpolitie, die al maandenlang de presidentiële regeringsgebouwen bewaakten, verdwenen om een aanval van betogers met gestolen wapens uit Lviv te voorkomen. De Poolse minister Sikorski was verbaasd omdat dit geen onderdeel van het akkoord was. President Janoekovytsj bleek volgens geruchten die later bevestigd werden in de avond van 21 februari van Kiev naar Charkov te zijn gevlucht. Hoewel hij de volgende dag in een toespraak voor een lokaal televisiestation in Charkov beweerde gewoon naar een gepland partijcongres te gaan, nog steeds president was en niet van plan om het land te verlaten, bleek later dat hij in alle haast was vertrokken uit zijn residentie "Mezhyhirya", waarbij hij en zijn entourage in korte tijd probeerden een groot aantal documenten te vernietigen door verbranding of door ze in een meer te gooien.

#### 22 februari

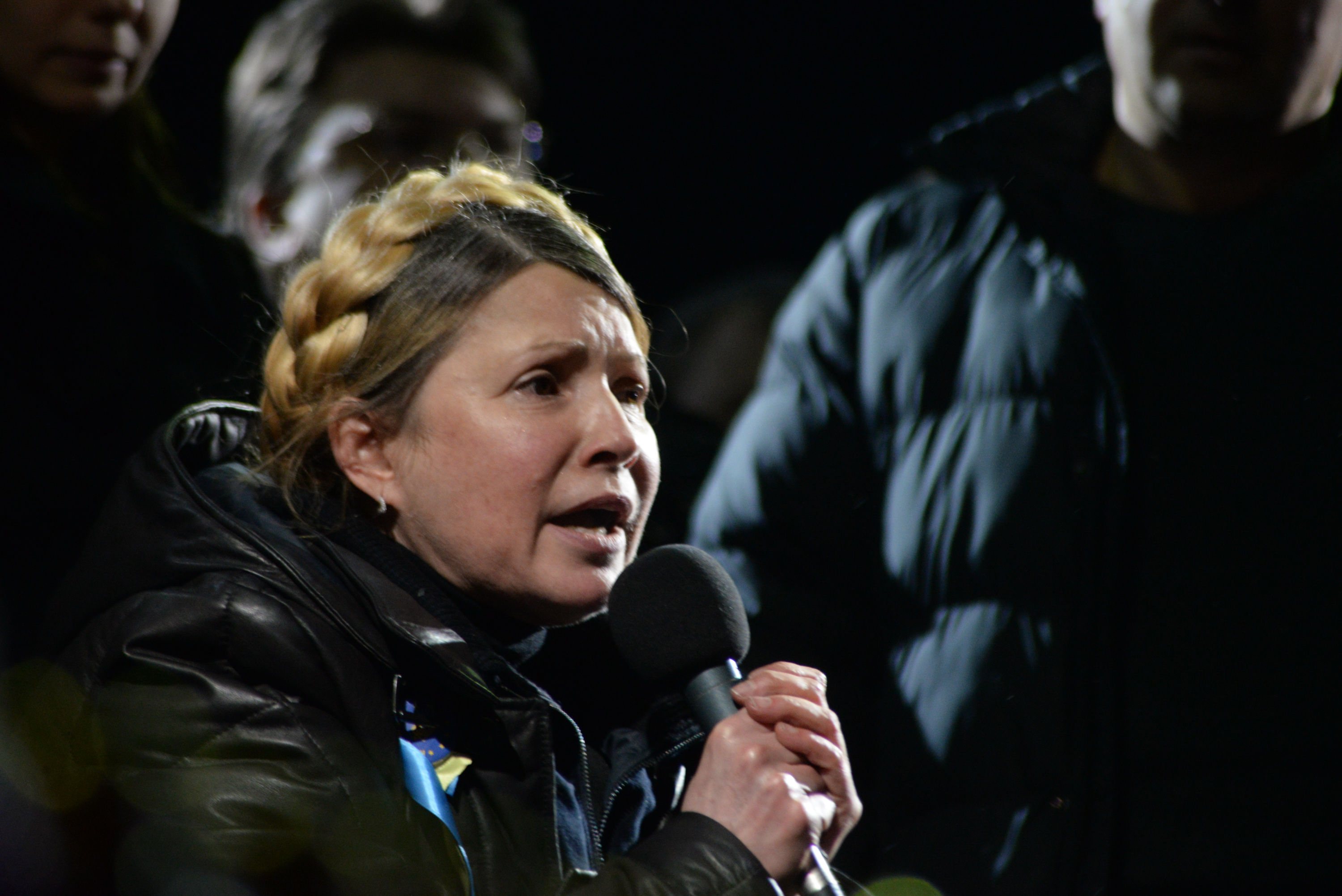
Tymosjenko spreekt het Euromaidan toe.

De volgende morgen trad parlementsvoorzitter Rybak af (formeel om gezondheidsredenen), en bleken behalve Janoekovytsj de meeste ministers te zijn verdwenen. Parlementariër Oleksandr Toertsjynov verklaarde: "Het enige nog wettige orgaan is de Verchovna Rada – dus wij zijn hier vandaag om te stemmen. De grote taken voor vandaag zijn: stemmen voor een nieuwe voorzitter, premier en minister van Binnenlandse Zaken." De Verchovna Rada stemde in met de afzetting van de president, de organisatie van de presidentsverkiezingen op 25 mei 2014, de benoeming van Toertsjynov tot parlementsvoorzitter en Arsen Avakov tot minister van Binnenlandse Zaken. Oppositieleidster Joelia Tymosjenko van de Vaderlandpartij werd in de namiddag vrijgelaten uit de gevangenis in Charkov. 's Avonds kwam Tymosjenko aan op het Euromaidan en sprak tienduizenden mensen toe, door wie zij zowel met gejuich als gefluit werd onthaald. Haar optreden werd ook gezien als aftrap van haar campagne voor de vervroegde presidentsverkiezingen op 25 mei.

#### 23 februari en verder
Op 23 februari werd de nieuwe parlementsvoorzitter Toertsjynov ook tot waarnemend president benoemd.
Op vele plaatsen in Oekraïne zijn sinds november minstens 40 standbeelden van Lenin, die nog herinneren aan de tijd van de voormalige Sovjet-Unie, omvergetrokken. Elders, zoals in Charkov, verzamelden pro-Russische betogers om andere Leninstandbeelden te beschermen. Nieuwsgierige burgers vergaapten zich nabij Kiev aan de villa Mezhyhirya en de enorme rijkdommen op het landgoed van de gevluchte Janoekovytsj. Op het Onafhankelijkheidsplein en elders werden de gevallen doden van de afgelopen week herdacht.
Op 24 februari werd een arrestatiebevel tegen de afgezette president uitgevaardigd wegens het plegen van "massamoord op vreedzame burgers". Het parlement heeft op 25 februari te kennen gegeven hem voor het Internationaal Strafhof in Den Haag te willen brengen.
In Kiev benoemde het parlement Arseni Jatsenjoek op 27 februari tot premier van een overgangsregering. De gevluchte Viktor Janoekovytsj verklaarde op 28 februari vanuit Rusland dat hij zichzelf nog steeds beschouwde als president van Oekraïne, maar zijn rol was uitgespeeld.

## Nasleep
In het oosten en zuiden van Oekraïne, waar met name tegenstanders van Euromaidan woonden, nam de onvrede toe.

### Krimcrisis
De onrust verplaatste zich op 26 februari 2014 van Kiev naar de Krim in het zuiden. De meerderheid van de bevolking van dit schiereiland, dat tot 1954 bij Rusland hoorde, is (pro-)Russisch en tegenstander van de machtswisseling in Kiev. Voor Rusland heeft de Krim een groot strategisch belang als basis voor de Zwarte Zeevloot. Afscheiding van de Krim van Oekraïne dreigde.
Op de Krim bezetten op 27 februari tientallen gewapende mannen het parlementsgebouw in de regionale hoofdstad Simferopol. Ze hesen de Russische vlag. Twee vliegvelden bij Simferopol en Sebastopol waren bezet door Russische militairen. Ook het gebouw van de Oekraïense staatstelevisie in Simferopol werd door een pro-Russische militie of Russische militairen bezet. De acties waren bedoeld om "de positie aan de Zwarte Zee te behouden." Het resultaat was de annexatie van de Krim door Rusland.

### Pro-Russische opstanden in Oost-Oekraïne
In navolging van de gebeurtenissen op de Krim ontstonden er ook in het oosten van Oekraïne pro-Russische opstanden, die door de Russische overheid werden gesteund en die zouden leiden tot de Oorlog in Oost-Oekraïne.

## Internationale reacties
- Rusland: premier Dmitri Medvedev liet op 24 februari 2014 weten het nieuwe bewind in Kiev niet te erkennen: "Het is moeilijk voor ons om met zo'n regering samen te werken, maar sommige andere landen denken daar anders over. Het lijkt me een dwaling om een regering die via een gewapende opstand aan de macht komt, wettig te noemen". Ook verklaarde hij: "De levens van Russen en de Russische belangen in Oekraïne staan op het spel".[92]
- Europese Unie: het Europees Parlement nam op 27 februari 2014 een resolutie aan, waarin het zei nog steeds open te staan voor de associatieovereenkomst en zelfs een Oekraïens EU-lidmaatschap, zolang Oekraïne zich houdt aan de voorwaarde van democratische en grondwettelijke vrijheden, de rechten van minderheden respecteert en een rechtsstaat garandeert. Op korte termijn moeten er vrije en eerlijke presidents- en parlementsverkiezingen plaatsvinden, de EU moet Oekraïne helpen met corruptiebestrijding, economisch herstel en hervormingen. Separatisme dient niet te worden aangewakkerd, maar de rechten van de Russische minderheid moeten wel gewaarborgd blijven. Rusland dient de territoriale integriteit van Oekraïne te respecteren.[93]
- Verenigde Staten: president Barack Obama verklaarde op 28 februari 2014: "Gedurende deze hele crisis zijn we duidelijk geweest over één fundamenteel principe: het Oekraïense volk verdient het recht om zijn eigen toekomst te bepalen. Samen met onze Europese bondgenoten hebben we opgeroepen tot een einde aan het geweld en Oekraïners aangemoedigd om een koers te volgen waarin zij hun land stabiliseren, een regering smeden met een brede basis en dit voorjaar nieuwe verkiezingen houden."[94]
- NAVO: secretaris-generaal Anders Fogh Rasmussen meldde op 1 maart 2014 in een tweet: "Rusland moet Oekraïnes soevereiniteit, territoriale integriteit en grenzen respecteren, ook met betrekking tot de beweging van Russische troepen in Oekraïne." In een andere schreef hij: "Dringende behoefte aan de-escalatie in de Krim. NAVO-bondgenoten blijven de ontwikkelingen nauwgezet in de gaten houden."[95]